# Bombus unicus
Espèce
Bombus unicus est une espèce de bourdons que l'on trouve dans le Kraï de Khabarovsk, dans le Kraï du Primorie et dans l'Oblast autonome juif en Russie.

## Publication originale
- (de) Ferdinand Ferdinandovitsch Morawitz, « Neue russisch-asiatische Bombus-arten », Trudy Russkago éntomologicheskago obshchestva, vol. 17,‎ 1883, p. 235-245.